# Parasciodema
Parasciodema is een geslacht van wantsen uit de familie van de Miridae (Blindwantsen). Het geslacht werd voor het eerst wetenschappelijk beschreven door Bertil Robert Poppius in 1914.

## Soorten
Het genus bevat de volgende soorten:

- Parasciodema albicoxa Schuh, 1974
- Parasciodema lekkersingia Menard
- Parasciodema nigrifemur Schuh, 1974
- Parasciodema nitens Poppius, 1914